# Fissurella fischeri
Fissurella fischeri is een slakkensoort uit de familie van de Fissurellidae. De wetenschappelijke naam van de soort is voor het eerst geldig gepubliceerd in 1967 door F. Salvat.